# Christoph Bernhard Schlüter

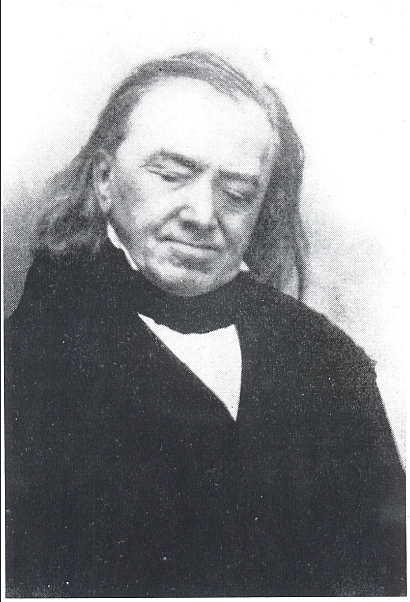
Christoph Bernhard Schlüter

Christoph Bernhard Schlüter (* 27. März 1801 in Warendorf; † 4. Februar 1884 in Münster) war ein deutscher Dichter und Philosoph.

## Leben
Christoph Bernhard Schlüter wurde als Sohn des Stadtrichters von Warendorf geboren. Im Alter von acht Jahren brachte der Junge eine Flasche mit Kalk und Wasser zum Explodieren, wodurch seine Augen stark angegriffen wurden und er mit 27 Jahren völlig erblindete.
Er studierte an der Universität von Göttingen Philosophie und Philologie. Inzwischen verheiratet, lehrte er später als Professor für Philosophie an der Akademie zu Münster. Das Hauptwerk Schlüters bilden Arbeiten zum Verhältnis von Glauben und Theologie in der katholischen Tradition. Er gilt als Mit-Entdecker und einer der Mentoren von Annette von Droste-Hülshoff. Außerdem war er mit der Dichterin Luise Hensel befreundet, deren Lieder und Briefe er herausgab.
Sein Grab befindet sich auf dem historischen Hörsterfriedhof am Bohlweg in Münster.

## Schriften (Auswahl)
- Die Lehre des Spinoza, 1836
- Welt und Glauben, 1844
- Die himmlische Philosophie des Kalaph ben Nathan, 1845

aus dem Nachlass
- Freiheit und Knechtschaft. Eingeleitet und herausgegeben mit den vorbereitenden Entwürfen und Zitaten von Josefine Nettesheim. Regensberg, Münster 1971 (Vorlesung aus dem Jahre 1837).